# 维杰亚·珊蒂

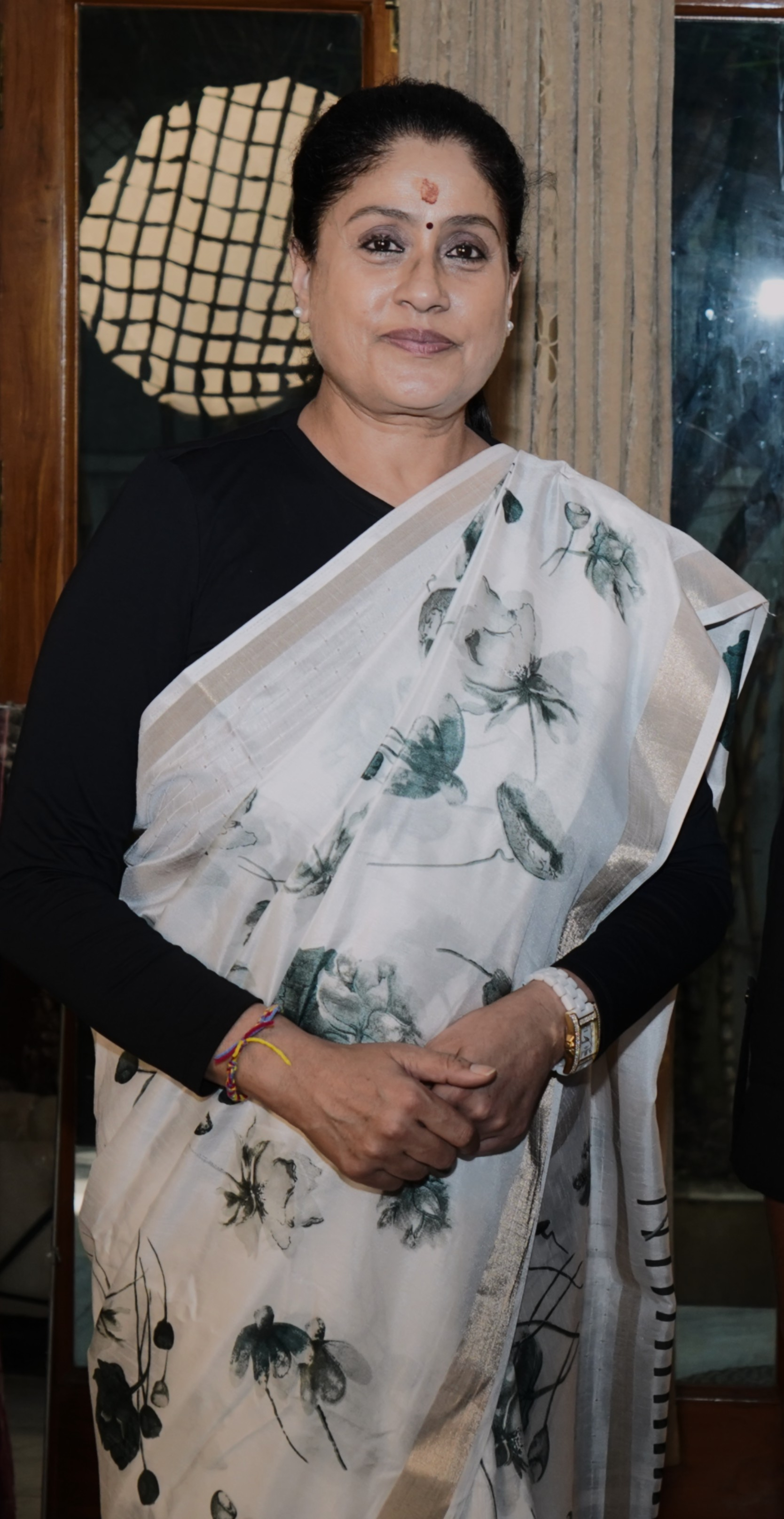

维杰亚·珊蒂（1966年6月24日—）是印度泰卢固语、泰米尔语、印地语、卡纳达语、马拉雅拉姆语電影女演员、电影制片人和政治人物。她一共演了187部故事片 。她曾获得印度國家電影獎最佳女演员奖。 
1998年，她涉足政界，並且加入印度人民黨。 2009年至2014年期間，她是人民院的議員。2025年 ，她又代表印度国民大会党當選特伦甘纳邦上議院的議員。